# Видземское предместье
Ви́дземское предместье (латыш. Vidzemes priekšpilsēta, до 1991 — Пролетарский район) — район Риги, расположенный в восточной части города — от Сужи на севере до Дрейлиней на юге, и от самого центра Риги на западе до Берги и Брекши на востоке.
Часть предместья, находящаяся в историческом центре, представляет собой престижный район Риги, в котором находятся многочисленные памятники рижского югендстиля.

## Микрорайоны
- Берги
- Браса
- Брекши
- Букулты
- Дрейлини
- Межциемс
- Пурвциемс
- Скансте (частично в Северном районе)
- Сужи
- Тейка
- Югла